# Джон Ешбері
Джон Ешбери (англ. John Ashbery, 28 липня 1927, Рочестер — 3 вересня 2017) — американський поет.

## Життєпис
Навчався в приватній школі в Массачусетсі, ходив на щотижневі заняття в художній музей Рочестера, хотів стати художником. Закінчив Гарвард, диплом був присвячений поезії Вістен Г'ю Одена. Потім навчався в Нью-Йоркському і Колумбійському університетах. З 1955 року, отримавши фулбрайтівську стипендію, жив у Франції. Повернувшись у 1965 році в США, виступав як художній критик. Брав участь в поетичних читаннях, організованих Енді Уорхолом. Викладав словесність в різних коледжах США.
Авангардистська поезія Ешбері, зазвичай зараховує критиками до Нью-йоркської поетичної школи, склалася в полі впливів Одена, Воллес Стівенса, Пастернака, французьких сюрреалістів, яких він багато перекладав, а також американського художнього авангарду (Дж. Кейдж, та ін ..). Переклав книгу Рембо Осяяння.
Помер 3 вересня 2017 року у США.

## Нагороди та відзнаки
Уплинув на молоду американську і східноєвропейську поезію. Серед багатьох інших, йому вручені найбільш авторитетні в США Національна книжкова премія і Пулітцерівська премія. Член Американської академії мистецтв і літератури (1980), канцлер Американської поетичної Академії (1988–1999), поет-лауреат штату Нью-Йорк (2001–2003), удостоєний Боллінгенской премії (1985), Ордена мистецтв і літератури Франції (1993), медалі Роберта Фроста (1995), Великий премії поетичного Бієнале в Брюсселі (1996), Золотою медаллю поета Американської поетичної Академії (1997), ордена Почесного легіону (2002) та ін. На вірші Ешбері писали музику Аарон Копленд, Нед Рорем, Таня Леон та ін.

## Автор творів
- Turandot and Other Poems (1953)
- Some Trees (1956, премія Єльського університету молодому поету, за особистим рішенням У. Х. Одена)
- The Tennis Court Oath (1962)
- Rivers and Mountains (1966)
- The Double Dream of Spring (1970)
- Three Poems (1972)
- Vermont Notebook (1975)
- Self-Portrait in a Convex Mirror (1975, Пулітцерівська премія, Національна книжкова премія)
- Houseboat Days (1977)
- As We Know (1979)
- Shadow Train (1981)
- A Wave (1984, Боллінгенська премія)
- April Galleons (1987)
- The Ice Storm (1987)
- Flow Chart (1991)
- Hotel Lautréamont (1992)
- And the Stars Were Shining (1994)
- Girls on the Run (1994, поема за мотивами творчості Генрі Дарджера)
- Can You Hear, Bird? (1995)
- Wakefulness (1998)
- Your Name Here (2000)
- As Umbrellas Follow Rain (2000)
- Chinese Whispers (2002)
- Where Shall I Wander (2005)
- A Worldly Country (2007)
- Notes from the Air: Selected Later Poems (2007, Международная премия Гриффина)
- Planisphere (2009)